# Schoorsteen met waterreservoir

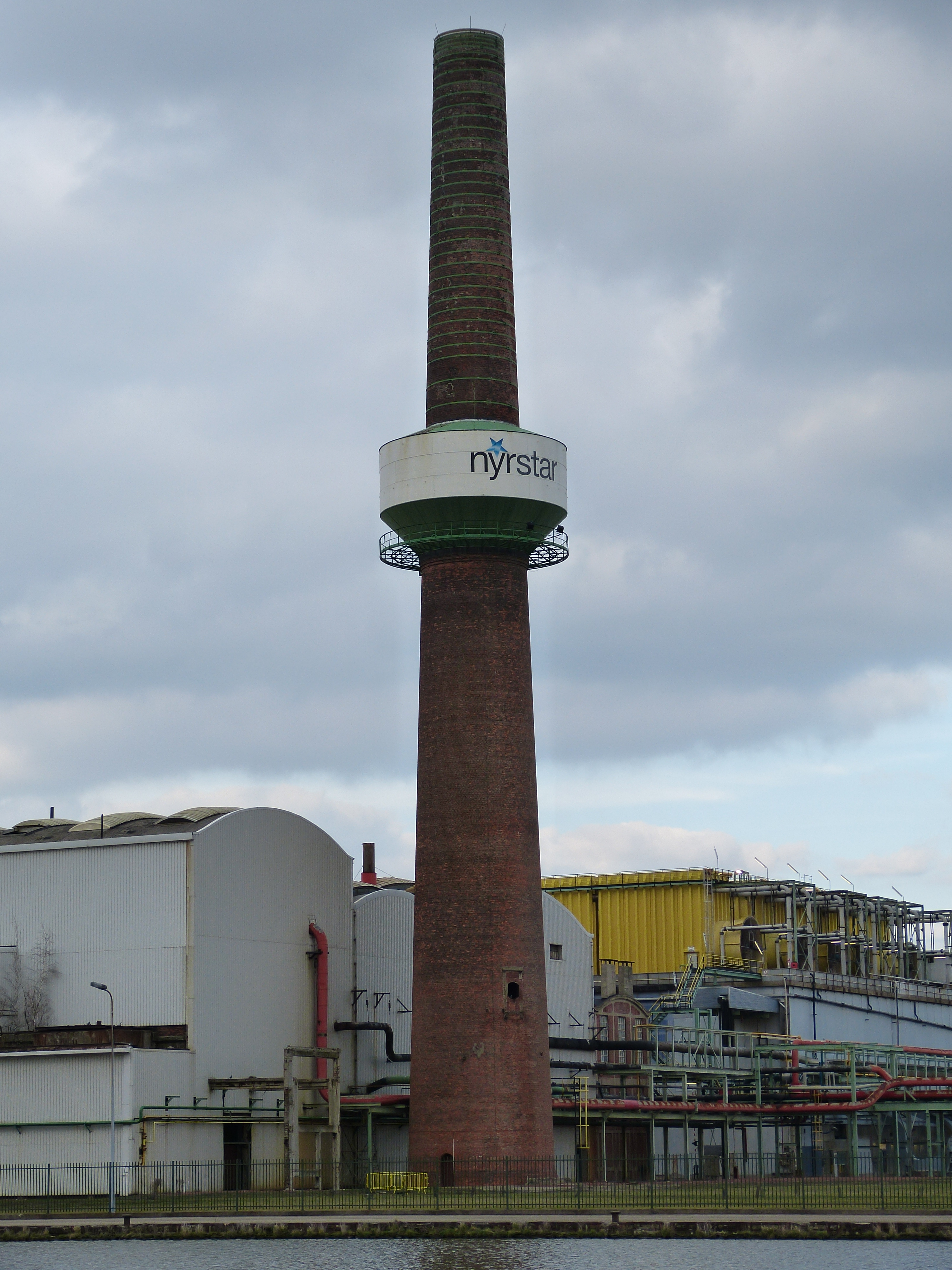
Schoorsteen-watertoren op het fabrieksterrein van Nyrstar in Balen

Een schoorsteen met waterreservoir vormt een bijzondere combinatie van afvoerkanaal voor rookgassen en (industriële) watervoorziening.

## Beschrijving
De functie van de waterreservoirs is divers. Zo kan het water dienen ter koeling van de af te voeren rookgassen, maar ook ter voorziening van water en/of ter verzekering van een constante waterdruk ten bate van het productieproces.
Wat de vorm van de kuip betreft werd veelal voor een metalen Intze-reservoir gekozen. De Duitse ingenieur Otto Intze kwam al vroeg met het idee om industriële schoorstenen te gebruiken voor de constructie van waterreservoirs. De Intzekuip leende zich hier uitstekend voor.
De oudst bekende schoorsteen met waterreservoir dateert van 1885. De toren in Balen werd in 1930 gebouwd op de fabrieksterreinen van Vieille-Montagne.

## Nederland

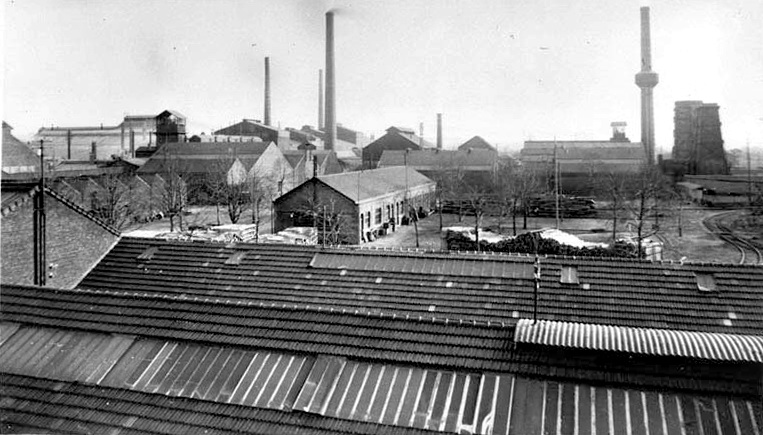
Schoorstenen op het terrein van de Maastrichtsche Zinkwit Maatschappij in Eijsden, 1925

In Nederland bleef slechts één exemplaar bewaard. De watertoren aan het Mallegat in Rotterdam maakte oorspronkelijk deel uit van de gasfabriek Feijenoord. Het reservoir (een betonnen cilindrische kuip) diende ter koeling van de afvoergassen, waarbij het opgewarmde water hergebruikt werd in het productieproces.
De voormalige schoorsteen van de Ackrosfabriek in Roermond bevatte ook een waterreservoir ter koeling van de afvoergassen.
Op de fabrieksterreinen van de Maastrichtsche Zinkwit Maatschappij in Eijsden en Maastricht stonden eveneens schoorstenen met waterreservoirs. Deze werden na de Tweede Wereldoorlog gesloopt. De in 1992 afgebroken schoorsteen van de Société Céramique bevatte een waterreservoir dat uitsluitend diende om de waterleidingen van de fabriek te verzekeren van een constante waterdruk (noodzakelijk om een foutloos product te kunnen garanderen).

## België
Professor W. Van Craenenbroeck deelde dit type toren in in de categorie X (kuipen op schoorstenen) van zijn overzicht van verschillende watertorentypes, bij zijn onderzoek van de watertorens in België in opdracht van Belgaqua (voorheen NAVEWA).
Onder andere in Balen, Chênée, Buizingen, Huizingen Machelen, Westerlo en Anderlecht staan of stonden dergelijke schoorstenen. 
De toren in Chênée werd in 2013 afgebroken. Pogingen om deze toren op de monumentenlijst te krijgen waren onsuccesvol.